# Xanthorhoe labradorensis
Xanthorhoe labradorensis là một loài bướm đêm trong họ Geometridae.